# Cyclosa teresa
Cyclosa teresa Levi, 1999 è un ragno appartenente alla famiglia Araneidae.

## Etimologia
Il nome della specie deriva dal comune brasiliano di Santa Teresa, dove sono stati rinvenuti gli esemplari

## Caratteristiche
L'olotipo maschile ha dimensioni: cefalotorace lungo 1,56mm, largo 1,23mm; opistosoma lungo 1,24mm.

## Distribuzione
La specie è stata reperita nel Brasile sudorientale, nei pressi del comune di Santa Teresa, appartenente allo stato di Espírito Santo.

## Tassonomia
Al 2013 non sono note sottospecie e dal 1999 non sono stati esaminati nuovi esemplari.